# Future US
Future US (ранее известная как Imagine Media и The Future Network USA) — американское подразделение британской корпорации Future plc, занимающееся выпуском различных специализированных журналов в области видеоигр, музыки, высоких технологий.

## История

### Основание и развитие
Future US была основана под названием Imagine Publishing в 1993 году как подразделение британской корпорации Future plc для работы на американском рынке. Компания изначально была нацелена на издание журналов об играх, посвящённых обзорам выходящих игр и новостям игровых компаний. Журналы комплектовались специальными CD с демками игр, видеозаписями геймплея и прочим сопутствующим контентом. На волне активного развития Интернета в конце 1990-х компания начинает издавать журнал Business 2.0, в 2001 году перекупленный корпорацией Time Inc.. В дальнейшем компания сосредоточилась на бумажной и цифровой продукции. Так, В 2006 году был основан портал GamesRadar для поклонников компьютерных игр, в 2009 году — Guitar Aficionado, предназначенный для музыкантов и любителей музыки.

### Современный период
В июне 2010 года Future US продолжила осваивать новые варианты реализации продукции, для чего была заключена сделка с крупной сетью магазинов бытовой электроники и сопутствующих товаров Best Buy. Согласно контракту, сотрудники Future US будут следить за выпуском нового совместного журнала @Gamer, а сотрудники, нанятые Best Buy — отвечать за его выпуск. Продавать журнал планировалось во всех магазинах сети Best Buy.
В июне 2011 года компания провела реорганизацию своего игрового подразделения, нацеленную на консолидацию имеющихся ресурсов для усиления как этого подразделения, так и других своих изданий. В частности, был уволен ряд сотрудников, среди которых оказались директор по рекламе потребительских товаров Рич Маккарти и вице-президент подразделения Кейт Бирн, а ряд журналов, посвящённых общим вопросам ПК (Maximum Tech, Maximum PC, MacLife и Windows: The Official Magazine), были переданы в игровое подразделение.
Однако, реформы на этом не закончились, и в июле было объявлено об изменении рыночной стратегии компании. Поскольку показатели продаж печатной продукции продолжали падать (первое полугодие финансового 2010 года — 21 млн фунтов, а аналогичный период 2011 года — 19,7), то по словам президента Future US Джона Маркома, с одной стороны стратегия продвижения печатной продукции будет пересмотрена, а с другой — будет производиться всё больший упор на цифровую продукцию.